# Erkki Kairamo
Erkki Kairamo (né en 1936 à Helsinki- mort en 1994) est un architecte finlandais,,.

## Biographie
En 1963, il est diplômé de l'Université technologique d'Helsinki et il fonde son propre cabinet d'architecte et il collabore avec entre-autres E. Juutilainen, K. Mikkola, J. Pallasmaa, et R. Lahtinen.
De 1963 à 1965, il enseigne à l'Université technologique d'Helsinki.
En 1973, Erkki Kairamo fonde avec Kristian Gullichsen et Timo Vormala, le cabinet d'architecte Gullichsen Vormala Arkkitehdit qui emploie 20 architectes.
Le cabinet remporte 26 premiers prix et 9 autres récompenses.

## Quelques ouvrages
- Chapelle de Paattionlehto[4], 1960.
- Usine Marimekko, Herttoniemi, 1971
- Caserne de pompiers, Espoo (1986-1991)
- Centre commercial Itis, première phase, 1984
- Tour de l'Itäkeskus, 1987
- Grand magasin Stockmann, agrandissement
- Centre culturel Poleeni[5], Pieksämäki, 1989,

## Prix et récompenses
- Prix national d'architecture, 1978
- Prix de la construction métallique, 1984

## Galerie

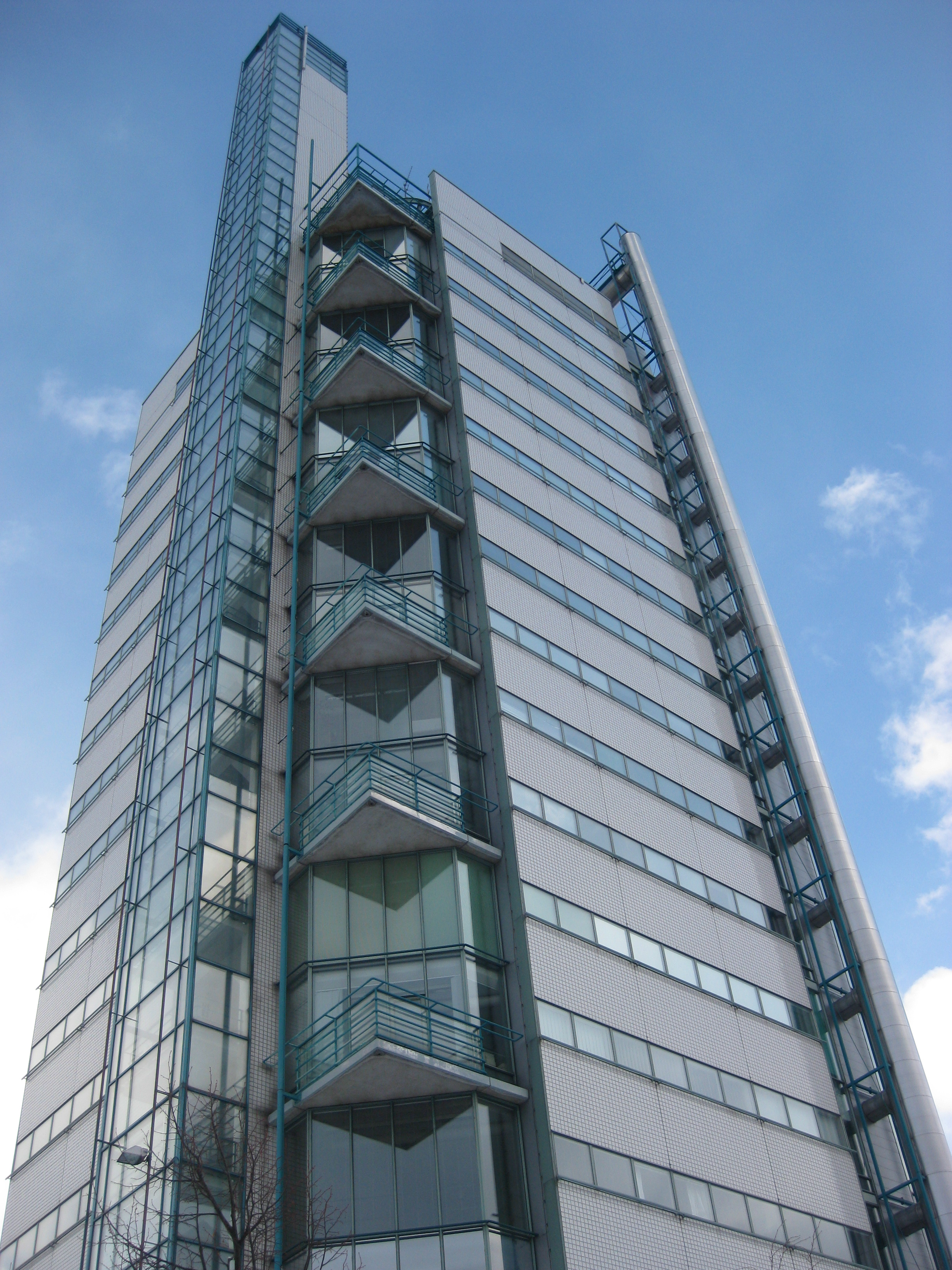
Tour de l'Itäkeskus
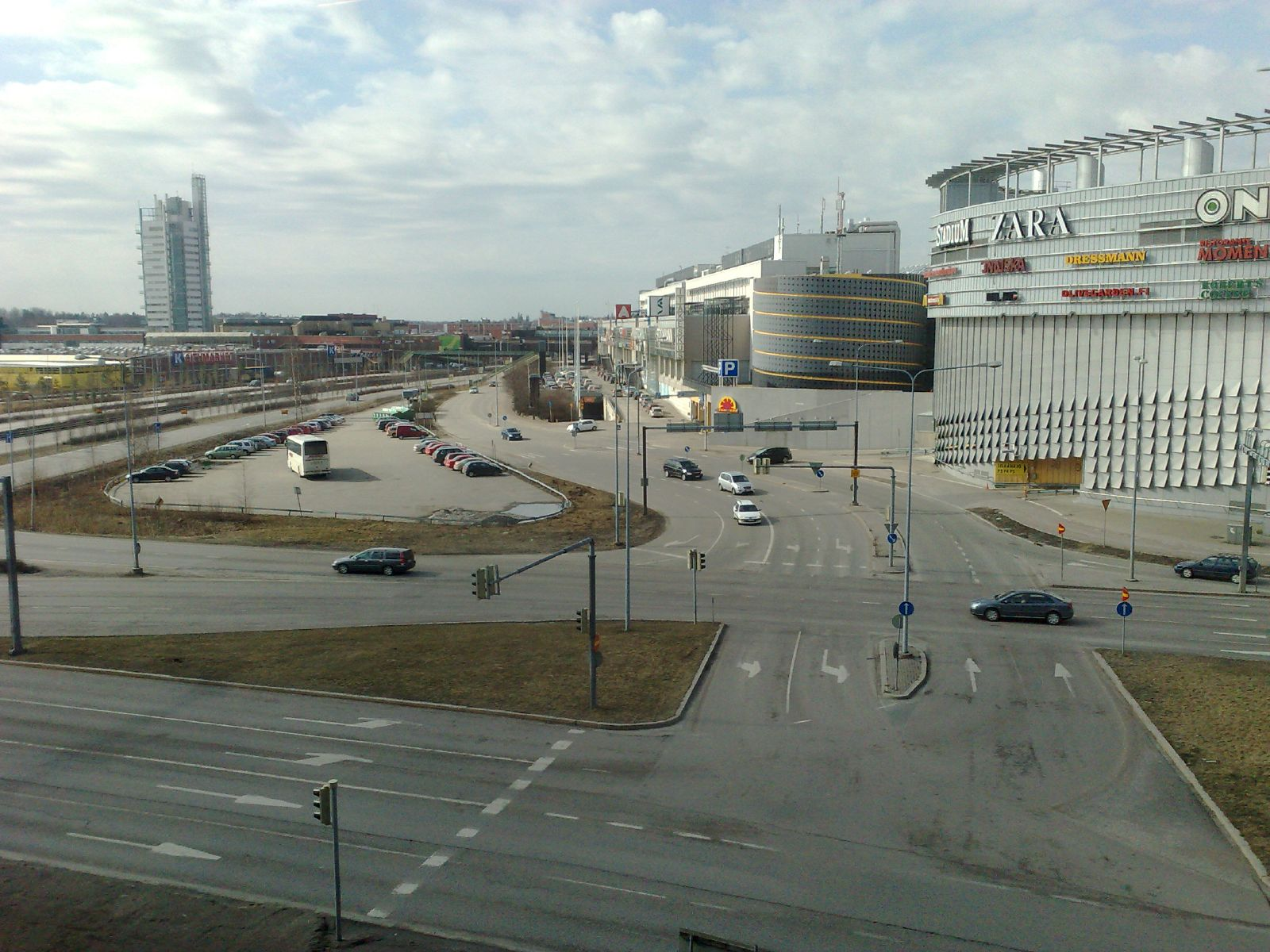
Itäkeskus
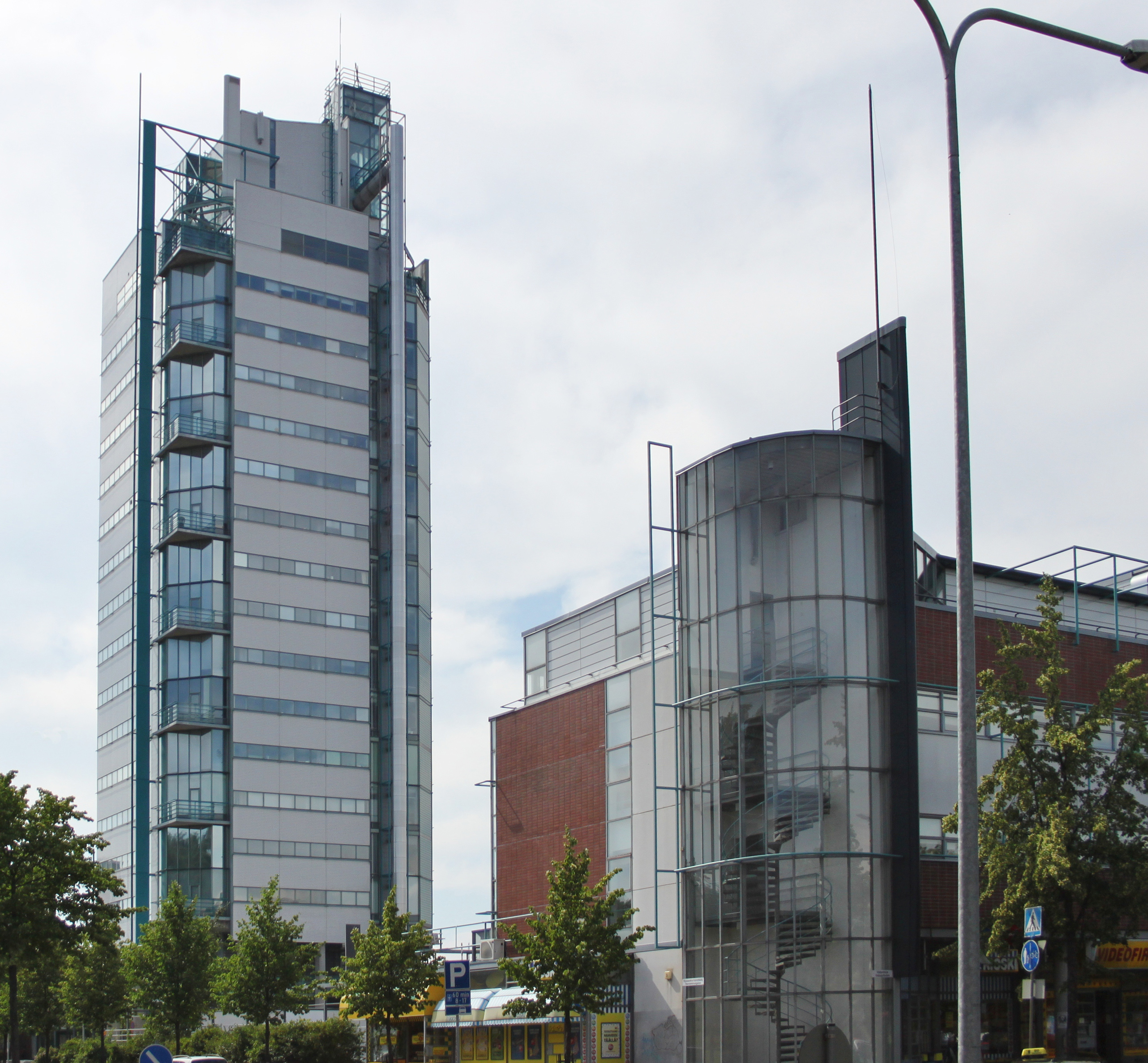
Itäkeskus
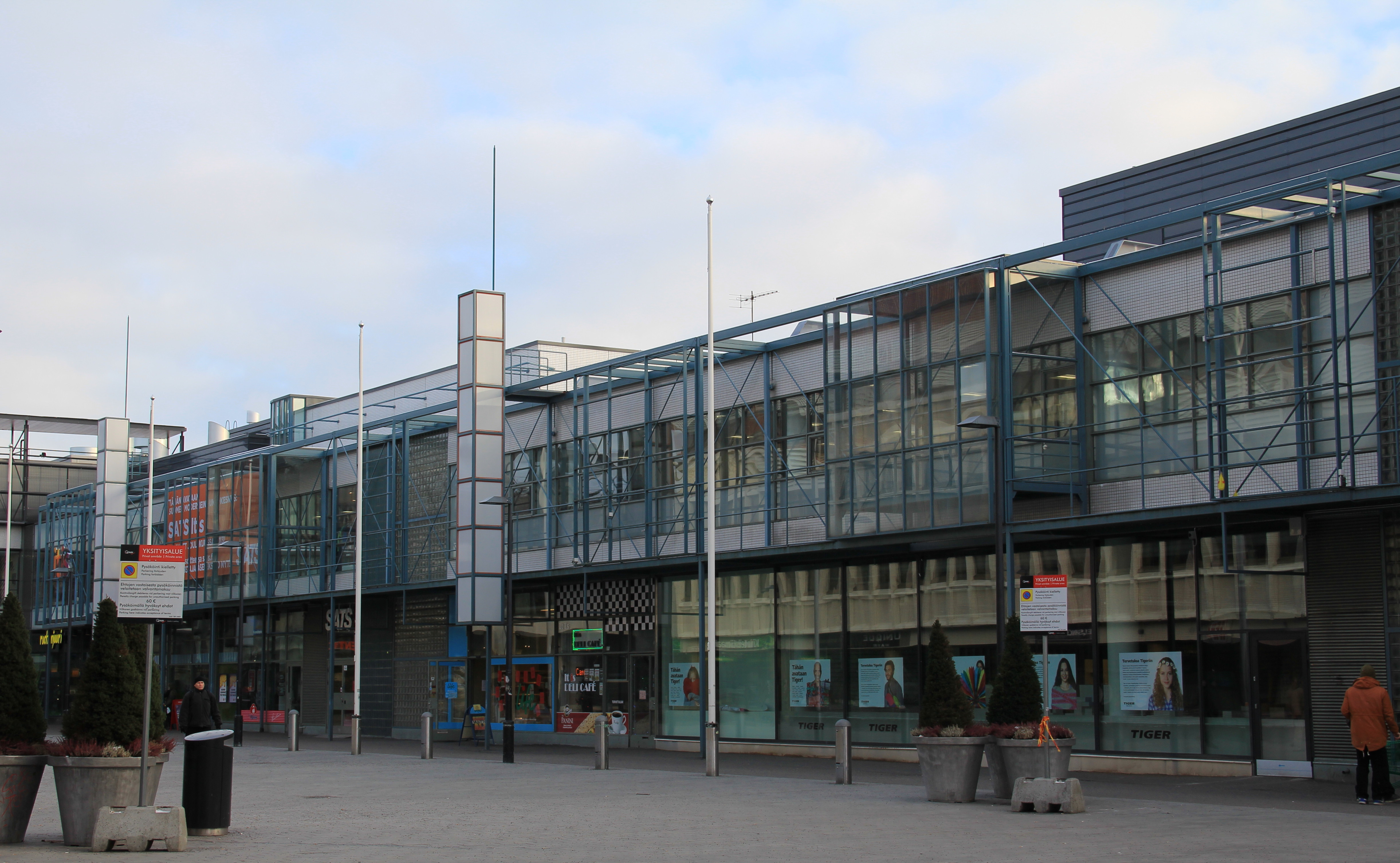
Itäkeskus
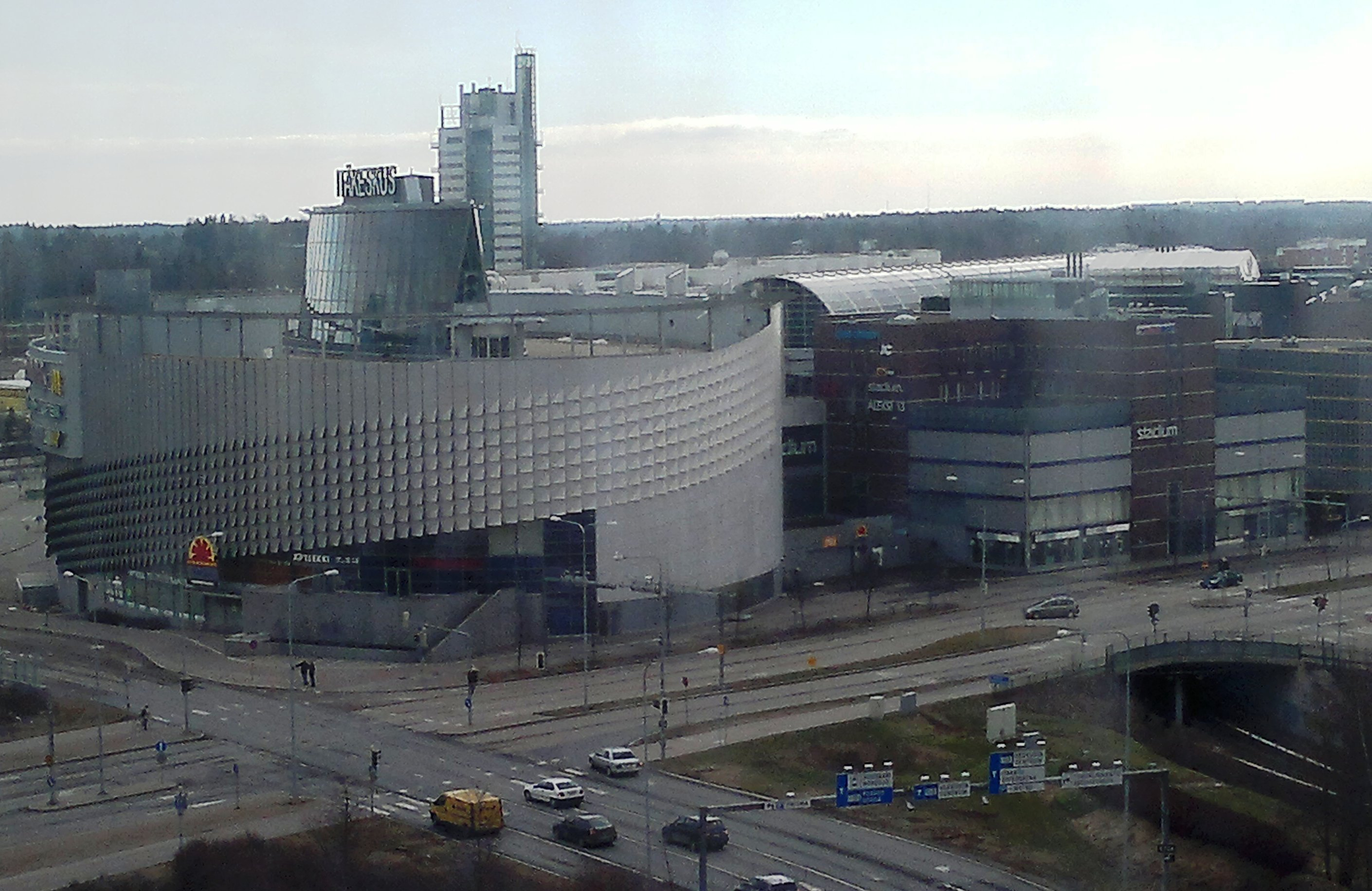
Itäkeskus
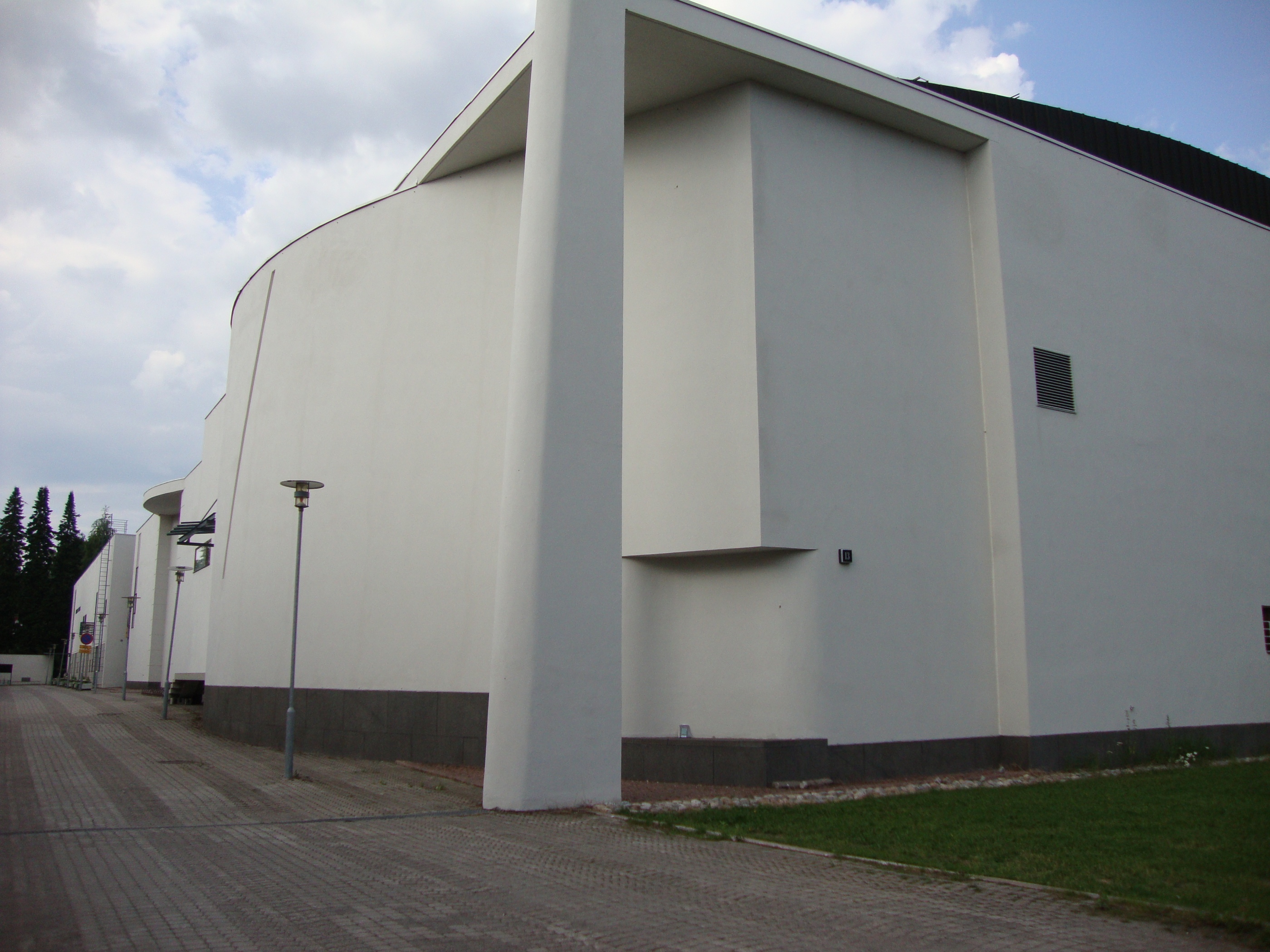
Poleeni